# Chapelle de la Madeleine de Pont-l'Abbé
Pour les articles homonymes, voir Chapelle de la Madeleine.
La chapelle de la Madeleine, détruite en 1970, se trouvait au bord de l'étang de Pont-l'Abbé, ville du pays Bigouden, dans le Finistère, en Bretagne.
Sa dédicace à Marie-Madeleine donne à penser qu'elle fut autrefois liée à une léproserie.

## Localisation

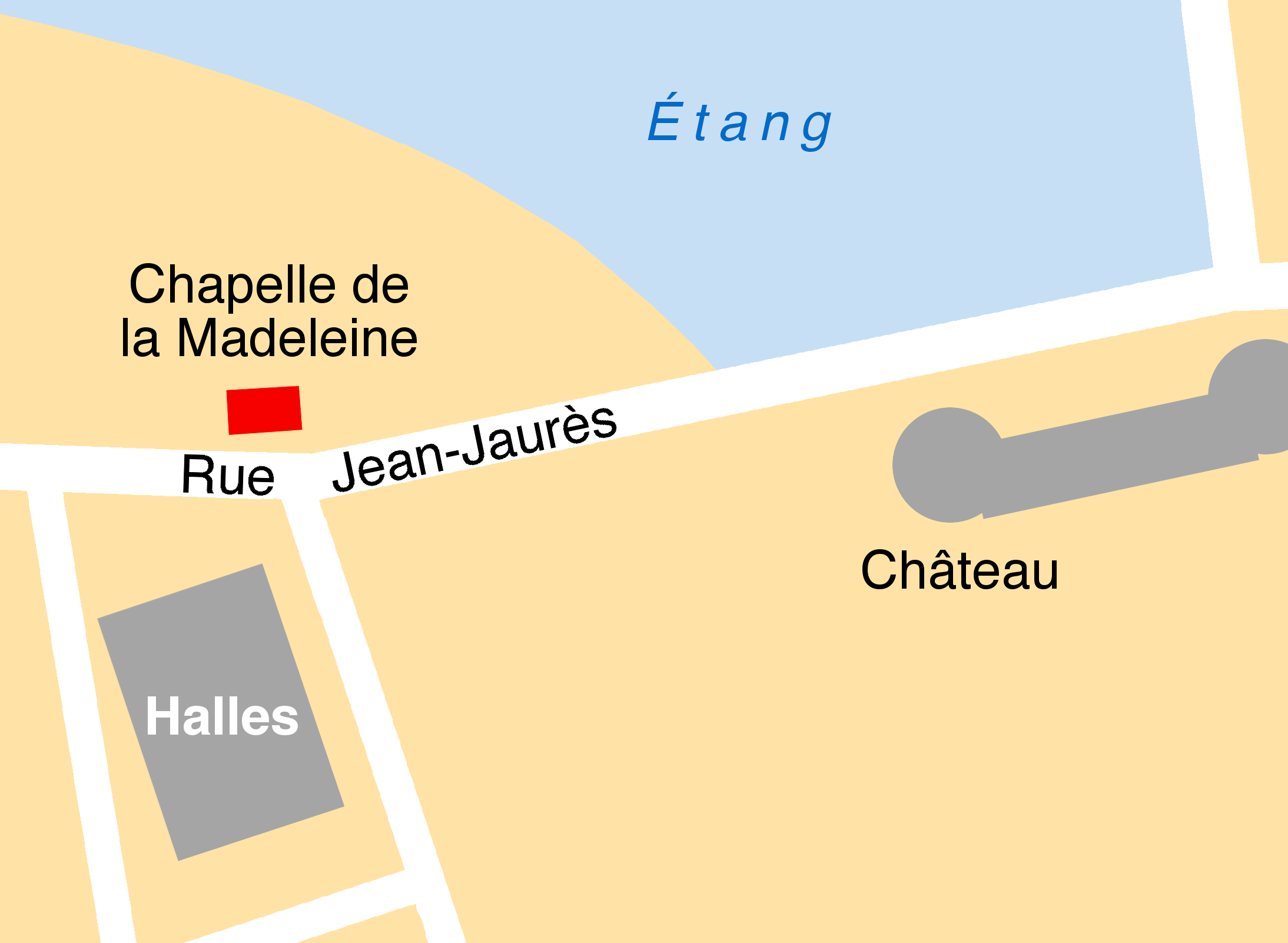
Localisation de la chapelle.

Située en amont du pont, sur la rive sud de l'étang, au nord des halles, elle est démolie en 1970. Son emplacement était celui de l'actuel numéro 4 de la rue Jean-Jaurès, où se trouve une agence bancaire.

## Description et datation
Cette chapelle pose interrogation quant à ses éventuels rapports avec l'École de Pont-Croix, style architectural des XIIIe et XIVe siècles répandu principalement dans le pays Bigouden.
Gabriel Puig de Ritalongi parle en 1894 de « l'unique bas-côté, soutenu par trois belles arcades rondes… »
Abgrall décrit cette chapelle en 1905. Il qualifie ses arcades en plein cintre de « romanes », sans les rattacher explicitement à l'École de Pont-Croix (style que cet auteur considère comme purement roman ; il n'utilise jamais les termes d'École de Pont-Croix).
Il précise également que cette petite chapelle non voûtée mesurait 7,30 × 4 m avec un collatéral sud de 2,10 m de large, comprenant trois arcades en plein cintre sur des piliers octogonaux monolithes de 2,35 m de hauteur, assez minces (30 cm) et couronnés de chapiteaux moulurés de 65 cm de large. Cette différence importante entre la largeur du fût et la largeur du chapiteau (plus de 35 cm) « incite à penser que celui-ci présentait un encorbellement recevant l'intrados de l'arc », formule habituelle du style de l'École de Pont-Croix. Mais rien ne l'atteste formellement.

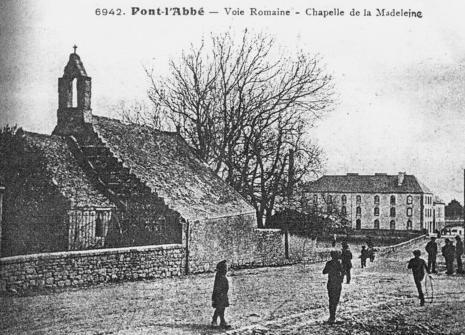
La chapelle de la Madeleine au début du XXe siècle.

Abgrall signale enfin dans le porche occidental, mur sud, une baie trilobée ayant les caractères du XIIIe siècle.
Henri Pérennès, en 1928, signale brièvement cette chapelle comme « rattachable à l'École de Pont-Croix ».
René Couffon en 1959 date l'édifice du XVIIe siècle, en notant l'utilisation de matériaux de récupération. Un doute persiste donc sur la présence ou non d'éléments rattachables à l'École de Pont-Croix, en place ou en remploi.
Pour le reste, il s'agissait d'une petite chapelle à chevet plat, non voûtée. L'accès à un clocher occidental se faisait par les rampants. Le porche occidental était volumineux par rapport à la taille de l'édifice.
Les porches occidentaux sont rares en Basse-Bretagne, où l'on a toujours privilégié l'accès principal par un porche méridional. Il n'est donc pas impossible que cette chapelle ne fût que le chœur de la chapelle originelle, auquel on aurait secondairement accolé un porche, après destruction de la nef. Mais Abgrall signale une baie ancienne (XIIIe siècle) sur ce porche, ce qui cadre mal avec cette hypothèse, à moins que cette baie n'ait été qu'un remploi. Abgrall émet également l'hypothèse que ce vaste porche ait été destiné à accueillir les lépreux sans les faire pénétrer dans l'édifice. À l'appui de ceci, il mentionne la présence de trous multiples dans l'encadrement de la porte du chœur, trous pouvant correspondre aux scellements d'une ancienne grille de fer.
La formule du collatéral sud est localement peu fréquente, car, lorsqu'un seul collatéral est présent, c'est presque toujours un collatéral nord. La présence d'un collatéral peut étonner dans une si petite chapelle sans séparation entre chœur et nef, et cette présence renforce l'hypothèse que la chapelle telle qu'elle est connue n'était que l'ancien chœur d'un édifice plus grand, à clocher central sur arc diaphragme, la formule habituelle des édifices de l'École de Pont-Croix.

## Fresques et peintures
Les lambris de cette chapelle étaient ornés de peintures liées à sainte Marie-Madeleine. Il n'en reste que la description détaillée laissée par Abgrall en 1905. L'ensemble était déjà en mauvais état à cette époque :
1. Marie-Madeleine dans son château de Magdala
2. Marie-Madeleine chez Simon le Pharisien
3. Les Trois Marie au tombeau
4. Noli me tangere
5. Marie-Madeleine à la Sainte-Baume
6. Marie-Madeleine en prière sur la montagne ou le Saint-Pilon
7. Marie-Madeleine élevée dans les airs par les Anges
8. Le Trépassement de Marie-Madeleine
9. autres panneaux délabrés ou disparus

Le mur nord était orné d'une fresque représentant la Crucifixion et datée de 1700.

## Statuaire
Trois statues de cette chapelle ont été acquises par le Musée bigouden : Saint-Yves, Sainte-Marie Madeleine et une Vierge Mère dite Notre Dame de Délivrance.